# イオアンディ・レアル
イオアンディ・レアル・イダルゴ（ポルトガル語: Yoandy Leal Hidalgo, 1988年8月31日 - ）は、ブラジルの男子バレーボール選手。ブラジル代表。

## 来歴
キューバのハバナ出身。キューバのジュニア代表として2007年ジュニア世界選手権に出場したのち、キューバ代表に選出され、2008年5月に開催された北京オリンピック世界最終予選のデュッセルドルフ・ラウンドに19歳で出場。キューバのオリンピック出場権獲得はならなかったものの、ベストスパイカー部門1位、ベストサーバー部門1位の成績を残し、チームに貢献した。
翌2009年ワールドリーグでレギュラーに定着し、2009年北中米選手権で4大会ぶりの優勝。北中米王者として臨んだ2009年ワールドグランドチャンピオンズカップで銀メダルを獲得した。
2大会連続準決勝進出を果たした2010年ワールドリーグではベストサーバー賞を初受賞。2010年世界選手権では銀メダル獲得に貢献した。
2010年、プロ選手になることとオリンピック出場を考え、キューバを離れてブラジルのバレーボール選手になることを決断。キューバの規定により2年間プレーができなくなる。
2012年よりブラジルのSadaクルゼイロでプレーを始め、世界クラブ選手権などで活躍した。
2018年より、イタリア・セリエAのクラブでのプレーを始める。そして、2019年頃よりブラジル代表として頭角を現した。
2021年、ネーションズリーグでブラジルの優勝に貢献し、ベストアウトサイドヒッターを受賞。その後、念願の東京オリンピックに出場した。
2022年、世界選手権でブラジルの3位に貢献し、自身もベストアウトサイドヒッター（ドリームチーム）を受賞した。

## 球歴
- ブラジル代表
  - オリンピック - 2021年、2024年
  - 世界選手権 - 2022年
  - ネーションズリーグ - 2019年、2021年、2022年
  - 南米選手権 - 2019年
  - ワールドカップ - 2019年
- キューバ代表
  - 世界選手権 - 2010年（銀メダル）
  - ワールドリーグ - 2009年、2010年
  - ワールドグランドチャンピオンズカップ - 2009年（準優勝）
  - 北中米選手権 - 2009年（優勝）

## 所属クラブ
- ラ・ハバナ
- Sadaクルゼイロ（2012-2018年）
- ASバレー・ルーベ（2018-2021年）
- モデナ・バレー（2021-2022年）
- パッラヴォーロ・ピアチェンツァ（2022年-）

## 受賞歴
- 2010年 - ワールドリーグ ベストサーバー
- 2013年 - 世界クラブ選手権 ベストスパイカー
- 2015年 - 世界クラブ選手権 MVP
- 2016年 - 世界クラブ選手権 ベストスパイカー
- 2017年 - 世界クラブ選手権 ベストアウトサイドスパイカー
- 2021年 - ネーションズリーグ ベストアウトサイドヒッター
- 2022年 - 世界選手権 ベストアウトサイドヒッター